# یواس‌اس اورانا (اس‌پی-۱۵۹۴)
یواس‌اس اورانا (اس‌پی-۱۵۹۴) (به انگلیسی: USS Eurana (SP-1594)) یک کشتی است که طول آن ۴۱۰ فوت (۱۲۰ متر) می‌باشد. این کشتی در سال ۱۹۱۸ ساخته شد.